# 八木幸二
八木 幸二（やぎ こうじ、1944年4月12日 - ）は、日本の建築家、教育者、研究者。東京工業大学名誉教授、京都女子大学名誉教授、工学博士。

## 略歴
愛知県一宮市生まれ。1969年, 東京工業大学工学部建築学科卒業。1969年から1970年まで, 東京工業大学清家清研究室で大阪万博スイス館現場担当。1970年同大学助手。1971年から1974年にかけて、シリアの都市計画援助OTCA派遣。シリアの農村計画に従事。1975年から1976年まで、オーストラリアのクインズランド大学研究員。風土建築を研究。1980年オクラホマ大学客員助教授。1987年マサチューセッツ工科大学客員研究員、1987年東京工業大学助教授、1995年東京工業大学教授、2010年3月東京工業大学を定年退職、2010年9月-11月上海同済大学客座教授。2011年4月-2018年3月京都女子大学家政学部生活造形学科教授、2012年4月-2015年3月京都女子大図書館長、2015年12月-2018年3月京都女子大学生活デザイン研究所長。
作品に、住宅関連では、福田繁雄邸、プラタナスの家、吉礼の家、パンゲア・ソラリウム、廂の家、樹霊の家、痴呆性高齢者用グループホーム「アニマート」、など。そのほかはトヨタ労働組合会館、アムステルダムのNONK集合住宅、University of Saint Joseph, Macau（旧名IIUM Macau)新キャンパス基本設計、など。